# Lagocheirus integer
Lagocheirus integer är en skalbaggsart som beskrevs av Bates 1885. Lagocheirus integer ingår i släktet Lagocheirus och familjen långhorningar.
Artens utbredningsområde är:
- Guatemala.
- Honduras.
- Panama.

Inga underarter finns listade i Catalogue of Life.